# Nakba
Nakba (arab. ‏النَّكْبَة‎, trb. an-nakba, hebr. נַכְּבָּה, tłum. katastrofa) – arabska nazwa czystek etnicznych przeprowadzonych przez Izraelczyków na Arabach palestyńskich, podczas i po zakończeniu I wojny izraelsko-arabskiej z 1948 roku, poprzez gwałtowne przesiedlenia, pozbawianie ziemi, własności i dóbr palestyńskich Arabów, a także zbrodnie, niszczenie struktur społecznych, tłumienie kultury, tożsamości, praw politycznych i aspiracji narodowych.

## Tło
Zgodnie z rezolucją Zgromadzenia Ogólnego ONZ nr 181 przyjętą 29 listopada 1947 roku, brytyjski Mandat Palestyny miał zostać podzielony na dwa państwa: żydowskie i arabskie.
W tym czasie Arabowie stanowili około 2/3 populacji i byli właścicielami około 90% ziemi, podczas gdy Żydzi stanowili od 1/4 do 1/3 populacji i byli właścicielami około 7% ziemi.  Plan podziału ONZ przydzielił państwu żydowskiemu około 55% ziemi, gdzie populacja wynosiła około 500 000 Żydów i 407 000–438 000 Arabów. Pozostałe 45% ziemi przydzielono państwu arabskiemu, gdzie populacja wynosiła około 725 000–818 000 Arabów i 10 000 Żydów. Jerozolima i Betlejem miały stać się zarządzanym na arenie międzynarodowej corpus separatum z populacją około 100 000 Arabów i 100 000 Żydów.
Natychmiastowe nieuznanie tej decyzji przez państwa arabskie (strona żydowska oficjalnie deklarowała uznanie podziału i traktowała ten fakt jako taktyczną przerwę przed dalszą ekspansją) doprowadziło do wybuchu wojny 15 maja 1948 roku – dzień po proklamacji niepodległości Izraela. Wojna została zakończona 20 lipca 1949 roku podpisaniem porozumień o zawieszeniu broni.
Wojna zakończyła się militarnym zwycięstwem Izraela. Nowe granice Izraela obejmowały 78% terytorium Palestyny. Upadła w ten sposób idea podziału Palestyny na dwa państwa: żydowskie i arabskie. Poza kontrolą izraelską znalazły się jedynie Zachodni Brzeg ze Wschodnią Jerozolimą (pod kontrolą Jordanii) i Strefa Gazy (pod kontrolą Egiptu). Państwo żydowskie objęło więc 21% więcej terytorium Palestyny, niż to zakładała Rezolucja Zgromadzenia Ogólnego ONZ nr 181. Państwo arabskie w ogóle nie powstało, ponieważ ani Egipt, ani Jordania nie były zainteresowane tworzeniem państwa palestyńskiego na zajętych przez siebie terenach.
Na opanowanych terenach Izraelczycy już w trakcie wojny przystąpili do działań zmierzających do redukcji populacji arabskiej. Do lat 80. XX wieku działania żydowskich organizacji paramilitarnych (Hagany, Irgunu i Lechi) przeciwko ludności arabskiej nie były częścią oficjalnej narracji historycznej. Poza przymusowymi wysiedleniami dochodziło do rozstrzelań cywilów i masakr (najbardziej znaną jest masakra w Dajr Jasin).

## Ofiary

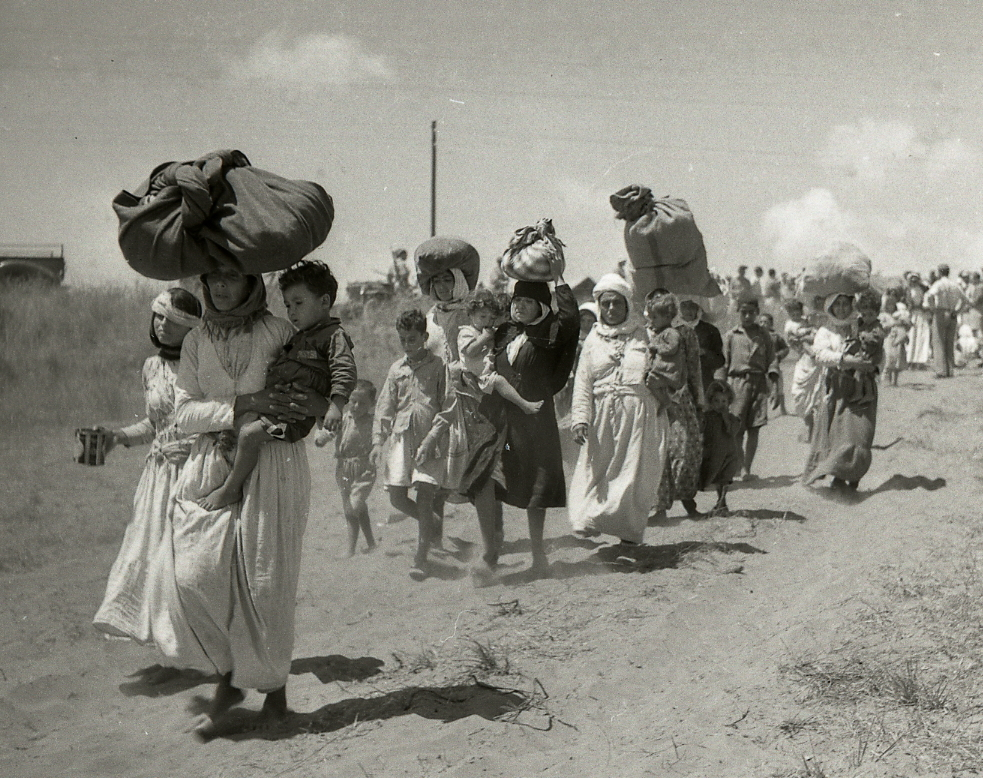
Arabskie kobiety i dzieci wygnane z wioski Tantura

W wyniku wojny blisko połowa przeważająco arabskiej ludności Mandatu Palestyny, około 750 000 osób – ponad 80% ludności terenów przyszłego państwa żydowskiego, została wypędzona ze swoich domów lub przymuszona do ucieczki przy użyciu różnych środków przemocy czy zastraszania, najpierw przez żydowskie ugrupowania paramilitarne, a po utworzeniu Państwa Izrael – przez jego wojsko. Doszło do śmierci tysięcy Arabów palestyńskich, a ponad 500 miasteczek, wiosek czy dzielnic miast, w których większość stanowili oni większość, zostało wyludnionych, przy czym wiele z nich zostało całkowicie zniszczonych lub ponownie zasiedlonych przez Żydów i nadano im nowe, hebrajskie nazwy. W celu zniechęcenia ludności arabskiej do prób powrotu na swoje ziemie, strona izraelska okazjonalnie zatruwała też studnie.

## Terminologia
Termin nakba został po raz pierwszy zastosowany do wydarzeń z 1948 roku przez Constantina Zureiqa, profesora historii na Uniwersytecie Amerykańskim w Bejrucie, w jego książce z 1948 roku Ma'na an-Nakba (tłum. Znaczenie katastrofy). Przed rokiem 1948, rok katastrofy wśród Arabów odnosił się do roku 1920, kiedy europejskie mocarstwa kolonialne podzieliły Imperium Osmańskie na szereg odrębnych państw według własnego interesu.
Początkowo używanie terminu Nakba wśród Palestyńczyków nie było powszechne. W latach 50. i 60. XX wieku do opisu wydarzeń z 1948 roku używali określeń takich jak al-'ightiṣāb („gwałt”),  al-'aḥdāth („wydarzenia”) czy al-hidżra („exodus”).

## Odbiór
Palestyńska narracja narodowa postrzega Nakbę jako zbiorową traumę, która definiuje ich tożsamość narodową i jest ważnym aspektem narodowotwórczym, który doprowadził do zdefiniowania się Arabów pochodzących z Palestyny jako Palestyńczyków w dzisiejszym tego słowa znaczeniu. Z palestyńskiej perspektywy zostali oni zmuszeni do zapłaty za Holocaust dokonany w Europie swoją wolnością, majątkiem i ciałami, zamiast tych, którzy byli naprawdę odpowiedzialni. W celu uniemożliwienia powrotu uchodźcom izraelskie władze do 1953 roku na zajętych w trakcie wojny terenach założyły 370 miejscowości. Wartość tej ziemi szacowano w latach 50. na 100 milionów funtów palestyńskich. Uchodźcy mogli odwołać się do Sądu Najwyższego Izraela w sprawie skonfiskowanej własności, jednak instancja ta okazywała się bezskuteczna.
Izraelska narracja narodowa postrzega Nakbę jako element wojny o niepodległość, która ustanowiła państwowość i suwerenność Izraela, ponadto neguje lub zaprzecza popełnionym okrucieństwom, twierdząc, że wielu wypędzonych Arabów opuściło kraj dobrowolnie lub że ich wydalenie było konieczne i nieuniknione. Według tej narracji palestyńscy Arabowie w większości dobrowolnie uciekli ze swoich domów podczas wojny, zachęcani przez arabskich przywódców, którzy kazali im tymczasowo się ewakuować, aby arabskie armie mogły zniszczyć Izrael, a następnie po przegranej wojnie odmówili ich integracji ze swoimi społeczeństwami. Ten punkt widzenia przeciwstawia również żydowskich uchodźców z arabskich krajów skutecznie zasymilowanych przez Izrael względem palestyńskich uchodźców, którzy są często są bezpaństwowcami w krajach arabskich.

### Ustawa o Nakbie
W Izraelu wielokrotnie podejmowano próby penalizacji pamięci o Nakbie. Efektem tych działań było m.in. wprowadzenie w 2011 roku tzw. Prawa Nakby, w zasadzie poprawka nr 40 do Prawa o podstawach budżetu, upoważniającego Ministra Finansów do wstrzymania przepływu środków państwowych z każdej rządowej instytucji lub organu dla darobiorcy, który upamiętnia „Dzień Niepodległości Izraela lub dzień, w którym państwo zostało utworzone jako dzień żałoby” lub zaprzecza istnieniu Izraela jako „państwa żydowskiego i demokratycznego”. Wprowadzenie nowego prawa paradoksalnie zwiększyło świadomość izraelskiego społeczeństwa o Nakbie.

### Dzień Nakby w ONZ
W 2023 roku, po ustanowieniu przez Organizację Narodów Zjednoczonych dnia upamiętniającego Nakbę 15 maja, ambasador Izraela, Gilad Erdan, wyraził sprzeciw, twierdząc, że samo wydarzenie miało charakter antysemicki.  

## Upamiętnienie
15 maja – dzień po izraelskim Dniu Niepodległości – Palestyńczycy obchodzą Dzień Nakby. Bardzo podobnym świętem jest również Dzień Naksy, czyli kolejnej fali emigracji Palestyńczyków po wojnie sześciodniowej.